# Tillandsia koehresiana
Tillandsia koehresiana är en gräsväxtart som beskrevs av Renate Ehlers. Tillandsia koehresiana ingår i släktet Tillandsia och familjen Bromeliaceae. Inga underarter finns listade i Catalogue of Life.